# بخش واشینگتن (شهرستان کوشوکتون، اوهایو)
بخش واشینگتن (به انگلیسی: Washington Township) یک منطقهٔ مسکونی در ایالات متحده آمریکا است که در شهرستان کوشاکتن، اوهایو واقع شده‌است.
 بخش واشینگتن ۶۲٫۳۵ کیلومتر مربع مساحت و ۷۶۰ نفر جمعیت دارد و ۲۵۰ متر بالاتر از سطح دریا واقع شده‌است.